# Harry Bateman
Pour les articles homonymes, voir Bateman.
Harry Bateman (29 mai 1882 - 21 janvier 1946) est un mathématicien britannique,,. Il est surtout connu pour ses livres en physique mathématique.

## Biographie
Harry Bateman étudie au Manchester Grammar School et lors de sa dernière année obtient une bourse d'études pour le Trinity College de Cambridge. En 1903, il y est élu Senior Wrangler à égalité avec P. E. Marrack. Il gagne le prix Smith en 1905. Par la suite, il étudie à Göttingen et à Paris, enseigne à l'université de Liverpool et à l'université de Manchester avant de quitter l'Europe pour les États-Unis en 1910. Dans ce pays, il enseigne au Bryn Mawr College puis à l'université Johns-Hopkins. Dans cette institution, travaillant avec Frank Morley en géométrie, il obtient son Ph. D. En 1917, il obtient un poste au California Institute of Technology (qui s'appelait à cette époque Throop Polytechnic Institute).
Eric Temple Bell écrit « Comme ses contemporains et ses plus proches prédécesseurs parmi les mathématiciens de Cambridge de la première décennie de ce siècle [1901-1910]... Bateman a reçu une importante formation en analyse théorique et en physique mathématique et a maintenu un intérêt égal pour les deux tout au long de sa carrière scientifique. »
En 1907, Bateman donne des cours à l'université de Liverpool en collaboration avec un autre Senior wrangler, Ebenezer Cunningham. Ensemble, ils en viennent à proposer la notion d'un « groupe conforme de l'espace-temps » qui est un prolongement de la méthode des images. En 1910, Bateman publie The Transformation of the Electrodynamical Equations. Il y démontre que la matrice jacobienne d'un difféomorphisme de l'espace-temps qui préserve les équations de Maxwell est proportionnel à une matrice orthogonale, donc conforme. Le groupe de transformation (groupe de Lie) d'une telle transformations possède 15 paramètres et prolonge à la fois groupe de Poincaré et le groupe de Lorentz.
L'un de ses étudiants, Clifford Truesdell, a critiqué cet article :

« L'importance de l'article de Bateman n'est pas dans les détails mais dans l'approche générale. Bateman, probablement influencé par le point de vue de Hilbert sur l'ensemble de la physique mathématique, est le premier à observer que les concepts fondamentaux de l'électromagnétisme sont équivalents aux énoncés des intégrales des formes différentielles, énoncés pour lesquels le calcul des extensions sur les variétés différentielles de Grassmann, les théories de Poincaré sur les transformations et les invariants intégraux de Stokes, ainsi que la théorie des groupes de Lie continus, peuvent être fructueusement appliqués,. »

En 1914, Bateman publie The Mathematical Analysis of Electrical and Optical Wave-motion. Murnaghan affirme que ce livre « est unique et reflète l'homme. Dans moins de 160 petites pages se trouve un trésor d'informations qui prendrait des années à un expert à assimiler. »
L'année suivante, il publie le manuel Differential Equations, suivi plus tard de Partial Differential Equations of Mathematical Physics. Bateman est aussi l'auteur d’Hydrodynamics et de Numerical Integration of Differential Equations.
Également, Bateman a rédigé deux articles importants sur l'histoire des mathématiques appliquées :
- The Influence of Tidal Theory Upon the Development of Mathematics[11]
- Hamilton's Work in Dynamics and Its Influence on Modern Thought[11]

Bateman a reçu plusieurs distinctions pour ses travaux, dont sa nomination à la Royal Society en 1928 et son élection à la National Academy of Sciences en 1930. Il a été élu vice-président de l’American Mathematical Society en 1935. En route vers New York pour recevoir un prix de l’Institute of Aeronautical Science, il est mort d'une thrombose coronarienne.
Les Harry Bateman Research Instructorships (« Monitorats Harry Bateman en recherche ») du California Institute of Technology sont nommés en son honneur.

### Citations originales
1. ↑  (en) « Like his contemporaries and immediate predecessors among Cambridge mathematicians of the first decade of this century [1901–1910]... Bateman was thoroughly trained in both pure analysis and mathematical physics, and retained an equal interest in both throughout his scientific career »
2. ↑  (en) « conformal group of spacetime »
3. ↑  (en) « The importance of Bateman's paper lies not in its specific details but in its general approach. Bateman, perhaps influenced by Hilbert’s point of view in mathematical physics as a whole, was the first to see that the basic ideas of electromagnetism were equivalent to statements regarding integrals of differential forms, statements for which Grassmann’s calculus of extension on differentiable manifolds, Poincaré's theories of Stokesian transformations and integral invariants, and Lie’s theory of continuous groups could be fruitfully applied. »
4. ↑  (en) « is unique and characteristic of the man. Into less than 160 small pages is crowded a wealth of information which would take an expert years to digest »